# Sân bay quốc tế Pilanesberg
Sân bay quốc tế Pilanesberg (IATA: NTY, ICAO: FAPN) là một sân bay tọa lạc ở Pilanesberg, tỉnh North West, Nam Phi gần Sun City. Mã sân bay IATA là NTY.

## Các hãng hàng không và tuyến bay
- Executive Aerospace
- First Choice Airways
- Jet Air
- Kwena Air
- Million Air
- National Airways Corporation
- Planes R US
- Progress Air
- Ross Air
- South African Historic Flights
- Streamline Air Charters
- Swift Flight Charters